# عبد الحميد توفيق زكي
عبد الحميد توفيق زكي (29 مايو 1917–6 ديسمبر 1998) هو موسيقار، ومؤلف مصري.

## حياته
كون فرقة «الأنغام الذهبية» في الإذاعة المصرية. ثم حصل على شهادة الدراسات العليا من كلية ميلوك في بريطانيا عام 1956.
عمل في عدة مهمات منها رئيس مجلس إدارة فرقة الفنون الشعبية عام 1963، ومدير مركز الموهوبين 1968، ورئيس الجمعية المصرية للمؤلفين والملحنين، ومفتشاً للنشاط الموسيقي في التربية والتعليم.
حصل على عدة جوائز منها الميدالية الذهبية في عيد العلم عام 1956، ودرع الإذاعة المصرية 1984، ودرع التلفزيون والمسرح القومي 1985.

## ألحانه
- هدى سلطان: يا ورد الجناين.[1]
- عبد الحليم حافظ: لحن له مجموعة من الأغاني في بداياته، منها: «يا اللي إنت نجوى خيالي»، و«الأصيل الذهبي»، و«أنشودة الحياة (الدنيا كلها)»، و«بدلتي الزرقا»، والعهد الجديد«(مع عصمت عبد العليم)»،[2] و«محلاها الدنيا» (مع فايدة كامل)، و«هل الربيع».[3] وهناك من يرى أن عبد الحميد توفيق زكي لحن 30 أغنية تقريباً لعبد الحليم.[4]

## مؤلفاته
ألف عدة كتب منها:
1. أعلام الموسيقى المصرية عبر 150 سنة.
2. التذوق الموسيقي وتاريخ الموسيقى المصرية.